# ويليام رودجر شاين
ويليام رودجر شاين (بالإنجليزية: William Rodger Shane)‏ هو سياسي أمريكي، ولد في 1 أكتوبر 1935 في الولايات المتحدة، وتوفي في 4 أكتوبر 2012 في الولايات المتحدة. حزبياً، نشط في الحزب الديمقراطي. وقد انتخب عضو مجلس نواب بنسيلفانيا.